# 김성국 (권투 선수)
김성국(1984년 4월 11일 ~ )은 2004년 하계 올림픽 페더급(-57kg) 부문에 출전하여 은메달을 획득한 조선민주주의인민공화국의 권투 선수이다.

## 경력
2004년 올림픽에서 독일의 비탈리 타이베르트를 꺾었지만 러시아 스타 알렉세이 티히첸코에게 패했다. 중국 광저우에서 열린 제1회 AIBA 아시아 2004 올림픽 예선 토너먼트에서 1위를 차지하여 아테네 올림픽 출전 자격을 얻었다. 결승전에서 태국의 솜락 캄싱을 이겼다.
아시안게임에서는 준결승에서 우즈베키스탄의 바호디르욘 솔토노프에게 패하고 동메달을 획득했다.